# Batuka
Batuka – utwór muzyczny amerykańskiej piosenkarki Madonny pochodzący z jej czternastego albumu studyjnego Madame X.

## Geneza i kompozycja
Madonna przeprowadziła się do Lizbony w 2017, aby zapisać swojego syna Davida do najlepszego klubu piłkarskiego, bo chce on zostać profesjonalnym piłkarzem. Jednakże Madonnę zaczęło nudzić życie w Lizbonie, więc postanowiła się spotkać z artystami, malarzami oraz muzkami. Jednym z pierwszych muzyków, których Madonna spotkała w Lizbonie był Dino D'Santiago, który zapoznał ją z wieloma innymi muzykami, w tym z Batukadeiras, perkusistkami z Portugalii z korzeniami z Wysp Zielonego Przylądka.
„Batuka” była zainspirowana muzyką Republiki Zielonego Przylądka, szczególnie batuque, ale też contemporary R&B, gospelem oraz bluesem. Zaś sama piosenka - napisana przez Madonnę, Davida Banda oraz Mirwaisa - mówi o rozpoczęciu walki przeciw opresji.

## Teledysk
Teledysk do „Batuka” opublikowano 19 lipca 2019 roku na kanale Madonny i był on wyreżyserowany przez Emmanuela Adjei, który również wyreżyserował teledysk do „Dark Ballet”. Klip został nagrany na wybrzeżu Lizbony i występują w nim Batukadeiras, które razem z Madonną grają, śpiewają i tańczą. Na początku teledysku ukazano informację o tym czym jest styl batuque, a pod koniec jego Madonna, wraz z Batukadeiras stoją na brzegu i patrzą się na zachód słońca oraz fale.

## Personel
- Madonna – główne wokale, pisanie, kompozycja, produkcja
- Mirwais – pisanie, kompozycja, produkcja
- David Banda – pisanie, kompozycja
- Batukadeiras – wokale wspierające

Źródło:.